# Sankt Katharein an der Laming
St. Katharein an der Laming ist eine ehemalige Gemeinde sowie eine Ortschaft und Katastralgemeinde der Gemeinde Tragöß-Sankt Katharein, Steiermark.
St. Katharein an der Laming war bis Ende 2014 eine Gemeinde im politischen Bezirk Bruck-Mürzzuschlag mit 971 Einwohnern (Stand: 31. Oktober 2013). Zum 1. Jänner 2015 wurde sie mit der vordem ebenfalls selbständigen Gemeinde Tragöß zusammengeschlossen.
Die daraus entstandene neue Gemeinde heißt Tragöß-Sankt Katharein. Grundlage dafür war das Steiermärkische Gemeindestrukturreformgesetz – StGsrG.

## Geografie
St. Katharein liegt auf einer Seehöhe von 653 bis 1583 Meter, ungefähr in der Mitte des Tals der Laming, die bei Bruck an der Mur in die Mürz mündet. Die Fläche der Gemeinde betrug 4387,52 Hektar (Stand 2018) mit 395 Häusern (2009). Die Bezirkshauptstadt Bruck an der Mur ist zwölf Straßenkilometer entfernt.

### Geologie
Die Gemeinde liegt südlich des Hochschwabmassivs im Ostteil der Grauwackenzone. Deren paläozoische Gesteine (Phyllite, Schiefer, Sandsteine, Quarzkonglomerate, Kalke, Dolomite und Magnesite) bilden die schwachmetamorphe Basis des oberostalpinen Deckenstockwerks. Im Ortsteil Oberdorf wird Spatmagnesit (Typus Veitsch) abgebaut. Die magnesiumhaltigen Lösungen, die den Kalzit umgewandelt haben, entstammen höchstwahrscheinlich den Serpentiniten im Untergrund der oststeirischen Gneisareale.

### Gliederung
Die ehemalige Gemeinde bestand aus sechs Katastralgemeinden bzw. gleichnamigen Ortschaften (Fläche Stand 31. Dezember 2023; Einwohner Stand 1. Jänner 2024):
- Hüttengraben (782,42 ha, 60 Ew.)
- Oberdorf-Niederdorf (630,04 ha), Ortschaft: Oberdorf (190 Ew.)
- Obertal (1.053,86 ha, 25 Ew.)
- Rastal (657,38 ha, 177 Ew.)
- St. Katharein an der Laming (131,97 ha), Ortschaft: Sankt Katharein an der Laming (267 Ew.)
- Untertal (1.131,74 ha, 148 Ew.)

### Ehemalige Nachbargemeinden und -orte
Nachbargemeinden und -orte waren bis Ende 2014: Tragöß, Trofaiach, Proleb, Oberaich, Kapfenberg, Thörl und Etmißl.

## Geschichte
Der Ort St. Katharein an der Laming wurde erstmals urkundlich 1333 als „Sancta Katherina in der Lobnik“ genannt. 1353 hieß er „Sand Katreyn in der Lomnik“, 1396 „Sand Kathrein“ und „Dorfel in der Lobming“, 1439 „Sant Kathrein enhalben Pruk“. Bis ins 19. Jahrhundert wurde dann ohne feste Regel „Sankt/Sand/Sant Kathrein“, seltener „Katrein“ und „Katharein“ geschrieben, lateinisch „Sancta Katharina“. Die Lagebezeichnung lautete immer „in der Lobming, Loming/Laming“ (oder ähnlich).
Erst ab der zweiten Hälfte des 19. Jahrhunderts, als die regelmäßigen Volkszählungen einsetzten und deren Ergebnisse in Ortsrepertorien und Gemeindeverzeichnissen veröffentlicht wurden, kann man von einer amtlichen Schreibweise sprechen. In den Verzeichnissen von 1850 bis 1883 hieß der Ort nur „Katharein“, dazwischen 1877 „Kathrein“, 1890 „St. Katharein (in der Laming)“. Seit dem Gemeindelexikon von 1904 (Volkszählung von 1900) ist der Name „Sankt Katharein an der Laming“ unverändert geblieben.
Der Fluss- bzw. Talname wurde früher als der Ort genannt: 1023 Lomnicha, 1114 Lomnika, 1230 Lomnich und ähnliche Formen. 1434 tauchte erstmals das „a“ auf: Lamyng, 1484 Laming.
Aus alten Chroniken geht hervor, dass das Dorf St. Katharein an der Laming eine planmäßige Kirchsiedlung zu sein scheint. Ursprünglich gehörte das ganze Lamingtal dem Stift Göß. Im 12. Jahrhundert wurde unter anderem St. Katharein an der Laming von Kaiser Ferdinand den Stubenbergern übergeben. Die Grenze bezeugt das Landrichterkreuz, das die Gerichtsbarkeit zwischen den beiden Machthabern teilte und heute noch bei der Brücke zum Sportplatz des SV Styromag Laming zu sehen ist.

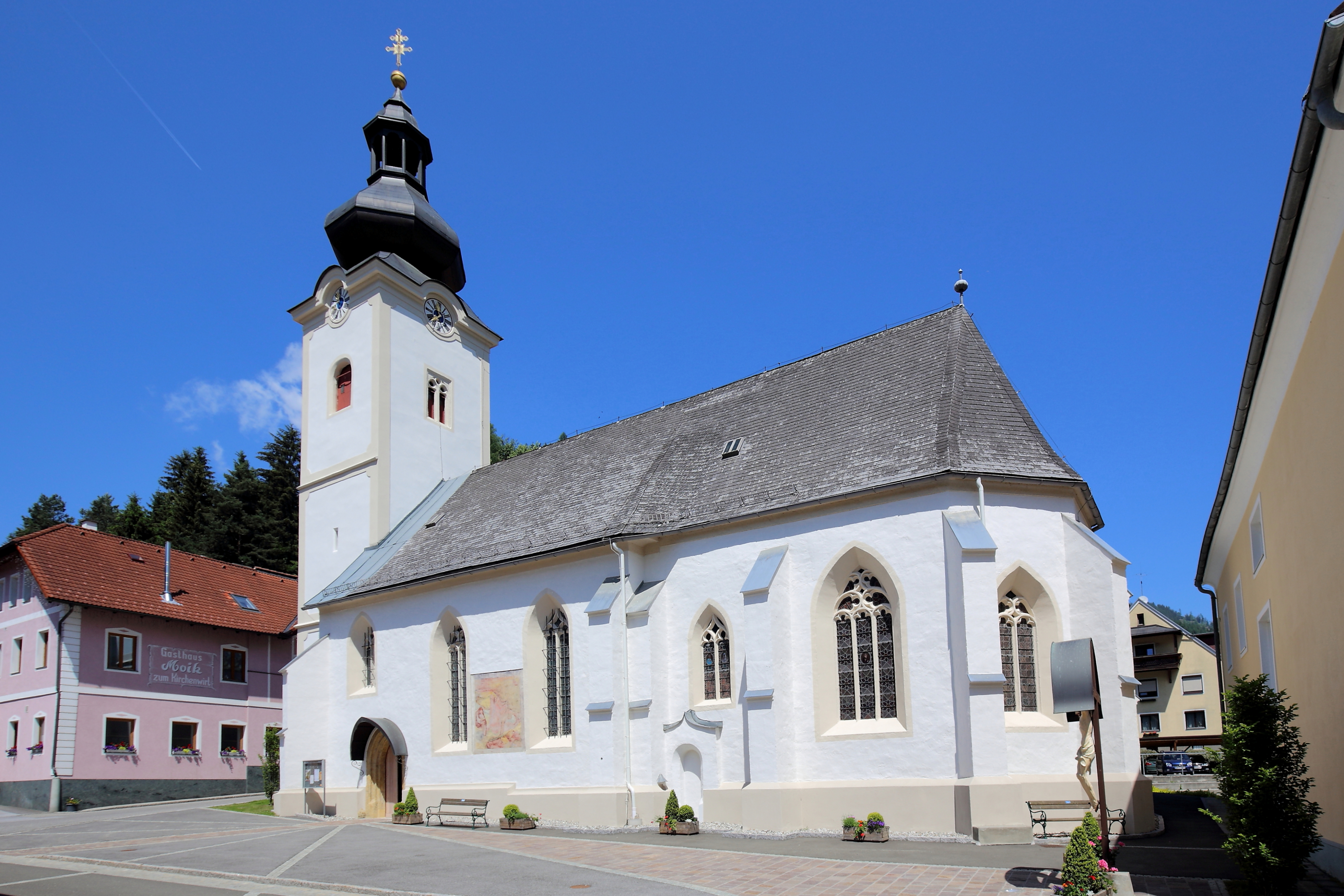
Pfarrkirche St. Katharein an der Laming

Der Legende nach ließen die Stubenberger anstelle einer kleinen Kapelle die heutige Filialkirche St. Alexius (Verwandtschaft zur Pfarrkirche in Hallstatt) im Jahre 1333 erbauen. In dieser Kirche wurden zwar Gottesdienste abgehalten, aber erst 1372 ist St. Katharein an der Laming zur Pfarre erhoben worden.
Bereits im Jahre 1155 wurde eine der heiligen Katharina von Alexandrien geweihte Kapelle genannt und die ursprünglich im romanischen Stil erbaute Pfarrkirche wurde in der Spätgotik, also Ende des 15. Jahrhunderts, zu ihrem heutigen Aussehen umgebaut und vergrößert.
Seit dieser Zeit bevölkerten immer mehr Leute die Gegend um den Ort St. Katharein an der Laming. Vor allem Bergbauern und ihr Gesinde siedelten sich im Gemeindegebiet an und lange Zeit war die Gemeinde vor allem landwirtschaftlich geprägt. So war von 30 Häusern mit 190 Seelen die Rede.
Die um das Jahr 1880 beginnende und zunehmende Industrialisierung des Lamingtales veränderte die Bevölkerungsstruktur völlig.
Finanzstarke Personen kauften Liegenschaften und bis dahin kleinere, selbstständige Bauernwirtschaften mussten aufgegeben werden. Man kann durchaus von einem Bauernsterben im Lamingtal sprechen und damit auch Parallelen zur heutigen Zeit ziehen.
Aus der ursprünglichen landwirtschaftlichen Bevölkerung entstand eine Gesellschaft von Industrie- und Forstarbeitern. In Untertal, im Bereich der Schmiede Loidolt, befanden sich eine Lohnmühle und eine alte, verfallene Hammerschmiede, die von sechs Arbeitern und einem Hammermeister betrieben wurde. Im Jahre 1890 wurde dieser Betrieb (vulgo „Hackenschmidt“) von der Firma Carl Greinitz Neffen gekauft und zu einem vorbildlichen Betrieb ausgebaut, der in seiner Blütezeit bis zu 100 Beschäftigten Arbeit bot. Mit dem 1889 gegründeten Federweißwerk und der Eröffnung des Magnesitwerkes 1908 in Oberdorf stieg die Bevölkerung der Gemeinde St. Katharein an der Laming bis 1910, ausgehend von Untertal und Oberdorf, auf 900 Einwohner an und erreichte in den 1960er Jahren einen vorläufigen Höhepunkt mit rund 1500 Einwohnern.

### Wetterschießen im Ortsteil Untertal
In der Vergangenheit beeinflusste das Wetter das Leben der Menschen wesentlich mehr als heute. Es hatte für das Überleben der von der Landwirtschaft abhängigen Gesellschaft sehr große Bedeutung. Eine durch Hagel zerstörte Ernte konnte den wirtschaftlichen Ruin bedeuten, weil soziale Netze, die das Überleben sicherten, damals völlig fehlten.
Um sich vor Wetterschäden zu schützen praktizierten die Menschen verschiedenste Maßnahmen, und es entstanden viele Bräuche, in denen sich Aberglaube und Glaube mischten. Lärm galt als effektives Mittel das Wetter zu beeinflussen und bei aufziehenden Gewittern wurden nicht selten die Kirchenglocken geläutet, um das bevorstehende Unheil abzuwenden.
Das Wetterschießen beruhte ursprünglich auf der Annahme, dass man die für die Unwetter verantwortlichen Dämonen durch Schießen und Lärmen vom Himmel holen konnte. Es gibt Überlieferungen, wonach „Wetterhexen“ von zornigen Bauern mit ihren Böllern, die mit geweihtem Pulver geladen waren, aus Hagelwolken geschossen wurden. In dieser abergläubischen Zeit befand sich der Höhepunkt der Hexenverfolgung, die sich durch hunderte von Hexenverbrennungen und Hinrichtungen dokumentiert.
Doch neben diesen abergläubischen Gründen führte man zunehmend auch physikalische Gründe für die angeblich positive Wirkung des Wetterschießens an. Vor allem sollten der Lärm und der Druck die Wolken zerteilen.
Wie bereits erwähnt, nahm man außer dem Aberglauben auch an, dass es physikalische Gründe für die positive Wirkung des Wetterschießens gäbe. Kaiserin Maria Theresia verbot im ganzen Land das Wetterschießen, weil angeblich die Wetterwolken in andere Gebiete getrieben wurden und es dadurch immer wieder zu Streitereien zwischen benachbarten Gemeinden kam.
In der Zeit der Industrialisierung wurde durch die Schulbildung der Aberglaube weniger und rationales Denken trat in den Vordergrund.
Trotz des kaiserlichen Verbotes beschäftigte sich die Firma Carl Greinitz Neffen intensiv mit dem Wetterschießen. Aus der Originalchronik kann entnommen werden, dass sich die Schießversuche außerordentlich bewährten und deshalb ein internationaler „Wetterschieß – Versuchsplatz“ in Untertal eingerichtet wurde. Am 22. Juli 1902 wurde eine internationale Expertenkonferenz zum Thema Wetterschießen in Graz abgehalten. Das Besondere an diesem Ereignis war jedoch, dass das eigentliche Wetterschießen in Untertal/St. Katharein an der Laming abgehalten wurde. Namhafte Persönlichkeiten sind am Schießplatz in Untertal erschienen und das Medieninteresse war enorm (Grazer Tagblatt, Bauernbündler, Tagespost, Morgenpost, u. v. a.). Vertreter aus Politik und Wissenschaft aus Österreich, Deutschland, Frankreich, Italien, Russland, Serbien, Ungarn und sogar aus Übersee machten unseren Ort weit über unsere Grenzen hinaus bekannt.
Die Forschungsergebnisse der damaligen Zeit bildeten die Grundlagen der heutigen Hagelabwehr, die in ganz Österreich zum Einsatz kommt.

### Bevölkerungsentwicklung der ehemaligen Gemeinde
| 1869 | 988   | 1923 | 1.429 | 1971 | 1.488 |
| 1880 | 1.024 | 1934 | 1.423 | 1981 | 1.344 |
| 1890 | 976   | 1939 | 1.366 | 1991 | 1.250 |
| 1900 | 1.021 | 1951 | 1.454 | 2001 | 1.178 |
| 1910 | 1.057 | 1961 | 1.475 | 2015 | 971   |

Anfang der 1920er Jahre erreichte die Bevölkerung ein Niveau, das über Jahrzehnte mit gewissen Schwankungen annähernd gleich blieb. Ende der 1970er Jahre setzte dann ein Rückgang ein, der bis heute anhält. Die Volkszählung 2001 ergab, dass in den letzten zehn Jahren sowohl die Geburtenbilanz als auch die Wanderungsbilanz negativ waren. Laut Volkszählung 2001 gab es 1178 Einwohner.

### Religion
Mit 85,6 % der Bevölkerung ist die überwiegende Mehrheit römisch-katholisch. Zweitgrößte Gruppe sind die Mitglieder der evangelischen Kirche. Andere Religionen bleiben weit unter 1 % Anteil. Ohne religiöses Bekenntnis sind 9,8 % der Bevölkerung (Volkszählung 2001).

## Kultur und Sehenswürdigkeiten
- Katholische Pfarrkirche St. Katharein an der Laming: Die jetzige Pfarrkirche ist ein spätgotischer Bau, der aus dem Umbau des ursprünglich romanisch flachgedeckten Schiffes und dem Neubau des Chores in der zweiten Hälfte des 15. Jahrhunderts entstanden.

Die Kirche ist einschiffig mit drei Jochen, einem eingezogenen Chor mit zwei Jochen und einem Fünfachtel Schluss, durchwegs mit Sternrippengewölbe versehen, angelegt. Bemerkenswert sind die zwei sich kreuzenden, freien Spitzrippen im Chorschluss.
Die Altäre stammen aus dem 18. Jahrhundert, sind aus Holz, marmoriert und reichlich vergoldet. Der Bedeutendste, ein gemalter Flügelaltar (Tempera auf Fichtenholz) des Heiligen Martin, entstanden um 1430, sowie zwei Tafelbilder aus der Zeit um 1440 wurden schon 1857 vom damaligen Pfarrer Josef Schweiger dem Landesmuseum in Graz geschenkt.
An die Kirche ist ein gotischer Turm angebaut. Im Juli 1928 fiel der Kirchturm einem Brand zum Opfer. Im Juli 1931 wurde mit dem Bau des Turmhelmes begonnen, der am 14. Oktober 1931 vollendet wurde. Zugleich wurde die Kirche gründlich renoviert. Da im Jahre 1917 die Kirchenglocken für Kriegszwecke eingezogen wurden, mussten auch neue Glocken angeschafft werden, welche am 25. Oktober 1931 geweiht wurde. Eine neuerliche Innenrenovierung der Kirche erfolgte in den Jahren 1968/69, eine Außenrenovierung in den Jahren 1986/87 unter Pfarrer, Geistl. Rat Johann Flasser.

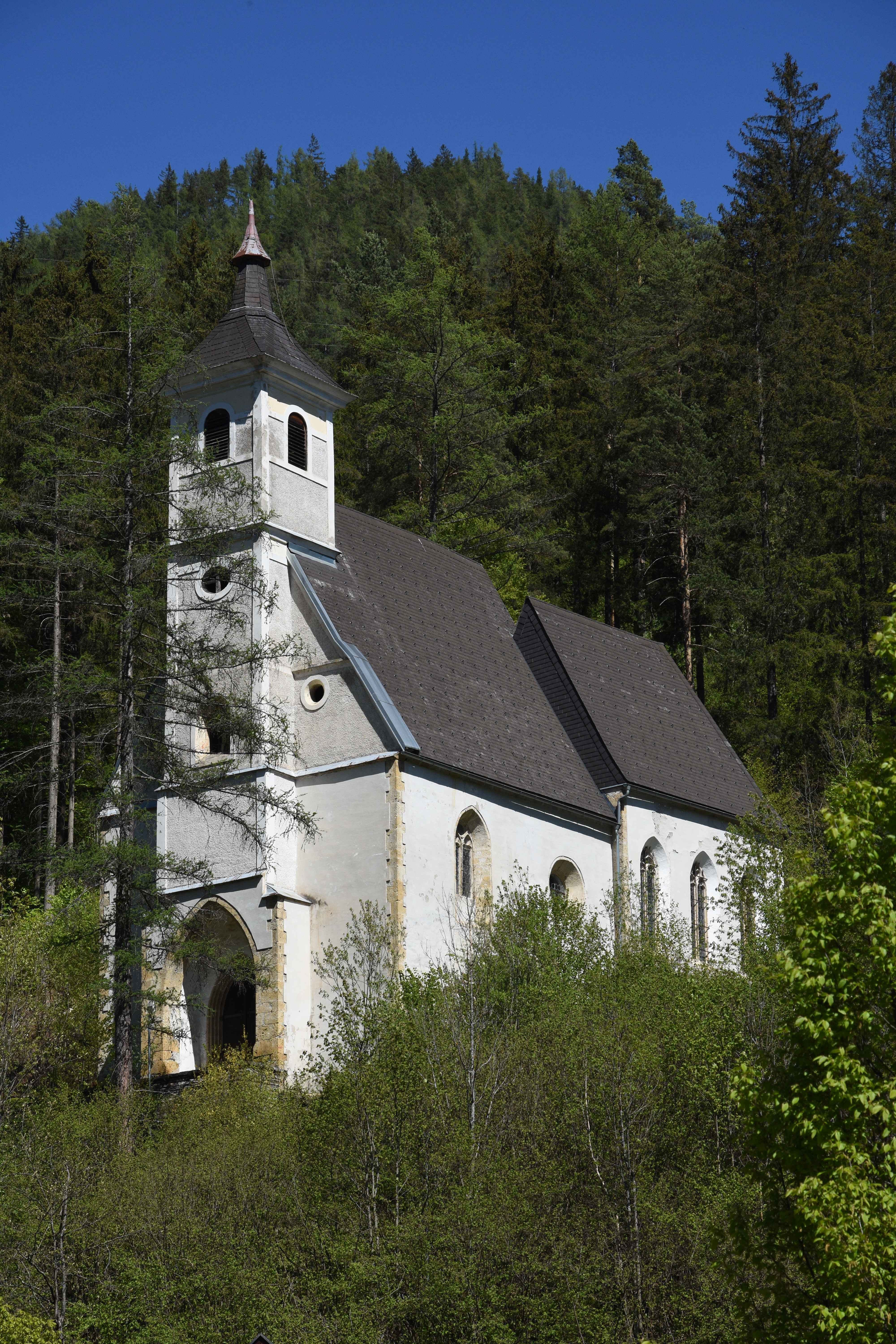
Filialkirche hl. Alexius, St. Kathrein an der Laming

- Filialkirche Sankt Alexius: Die Filialkirche Sankt Alexius wurde Mitte des 15. Jahrhunderts erbaut. Die Zeit der Errichtung geht aus einem Ablassbreve von 1444 hervor. Ob die hier vorhandene seltene Doppelchörigkeit einer zweifachen Stiftung Rechnung trägt oder einer baukünstlerischen Überlegung entsprungen ist, kann nicht gesagt werden. Auf jeden Fall hat sich der Architekt nicht an ältere Baureste zu halten gehabt. Die Kirche zeichnet sich durch ihren Baustil (Boden und Dachkonstruktion) und ihre Deckenfresken aus.
- Waldkapelle Kircherlbrunn: Auf dem schattseitigen Hang gegenüber dem Dorf befindet sich die Kapelle „Kircherlbrunn“, die einst viel besucht wurde, und zu der sogar Wallfahrten durchgeführt wurden.
- Kapelle Maria Himmelfahrt: Die Kapelle befand sich ursprünglich zwischen dem Gasthaus Lengger und dem Bauernhaus Lammer. Im Zuge von Umbauarbeiten sowie der Verbreiterung der Straße musste sie abgetragen werden. So entschloss man sich, die Kapelle gegenüber dem Gasthaus Lengger neu zu errichten. Die Einweihung erfolgte im Jahr 1955 durch Weihbischof Leo Pietsch.

## Wirtschaft und Infrastruktur

### Lamingtaler Schleppbahn
Die Lamingtal-Schleppbahn war eine etwa 15 Kilometer lange Schmalspurbahn (Spurweite 760 mm) von Bruck an der Mur (Frachtenbahnhof) nach Oberdorf (Magnesitwerk, heute: Firma STYROMAG). Sie wurde mit Dampf- und Motorlokomotiven von 1920 bis 1958 betrieben.

### Bildung
- Pfarrkindergarten
- Schulzentrum (Hauptschule und Volksschule)
- Ortsbücherei Hollerbusch

## Politik
Bürgermeister war von 11. Jänner 2007 bis Ende 2014 Hubert Zinner (ÖVP). Vizebürgermeister war Klaus Lengger (ÖVP). Gemeindekassier war Werner Mikusch (SPÖ).
Der Gemeinderat setzte sich nach den Gemeinderatswahlen 2010 aus 15 Mitgliedern zusammen:
- 10 ÖVP
- 5 SPÖ

## Wappen der ehemaligen Gemeinde
Mit Wirkung vom 1. Jänner 1965 wurde der Gemeinde St. Katharein an der Laming das Recht zur Führung eines Gemeindewappens verliehen.

Blasonierung:
„Im goldenen Schild ein grüner mit zwei silbernen Fichten belegter Schrägrechtsbalken, der oben von einem roten speichenlosen Richtrad, unten von einem schwarzen Bergwerkszeichen begleitet wird.“
Das Wappen ist mit mehreren Symbolen ausgestattet und erinnert an die Vergangenheit der Gemeinde einerseits und andererseits an die jetzige Beschäftigung der Bevölkerung. So symbolisieren die beiden Fichten die Waldwirtschaft und mit ihrer silbernen Farbe im grünen Schrägbalken die weiß-grünen Landesfarben, während das Bergwerkszeichen auf den heute noch zum Teil bestehenden Bergbau verweist. Das speichenlose Richtrad verweist auf jenes Rad, das zerbrach, als die heilige Katharina von Alexandrien darauf geflochten hätte werden sollen, um den Märtyrertod zu erleiden. Das Wappen wurde vom akad. Maler Ludwig Kobel aus Graz entworfen.